# 太泊湖
太泊湖是一个位于中国江西省彭泽县的湖泊，面积约为22平方千米，平均水深约为3.6米。